# Чехович Костянтин (філолог)
Чехо́вич Костянти́н (21 травня 1896, Хиринка — 6 лютого 1987, Тчев, Польща) — український мислитель ,доктор філософії, філолог-славіст.

## Життєпис
Названий на честь свого родича по батьковій лінії єпископа К. Чеховича. 1915—1918 роки — богословські студії у Львівському університеті. У 1918—1920 роках — хорунжий УГА.
Після закінчення Празького університету та Українського Вільного Університету (УВУ) у 1926—1929 роках працював в Українському Науковому Інституті в Берліні, з 1931 року доцент УВУ у Празі, того ж року професор Богословської Академії у Львові, редактор журналу слов'янської філології «Слово».
Дійсний член НТШ, дійсний член та секретар Українського богословського наукового товариства. Секретар «Товариства Прихильників Освіти» (опікувалось матеріальною підтримкою українських студентів).
Студії про О. Потебню, «Йосиф Добровський і українська мова» (1930), «Іван Могильницький та Йосиф Добровський» (1931), про М. Смотрицького як граматика, О. Огоновського як історика літератури; досліджував чеські впливи на поеми І. Франка («Іван Вишенський» і «Мойсей»); пропагував християнський націоналізм; критично оцінював Драгоманова; статті і рецензії також у чеських, німецьких і польських журналах.
У повоєнний час: 1945 року заарештований радянською владою та 1946 року засланий до Сибіру, після повернення 1956 року виїхав до ПНР, працював директором Публічної бібліотеки у Тчеві (нині Польща).

## Праці
- Чехович К. Моє життя і мої мрії // Світильник Істини. Джерела до історії Богословської Академії у Львові. — т. 3. — 1983. — С. 480—504.
- Чехович К. Християнський націоналізм / Збірник творів. — Львів, 2019. — 556 с.